# Johann Pölz
Johann Pölz (* 16. Oktober 1920 in Waidhofen an der Ybbs; † 7. Februar 1978 in Amstetten) war ein österreichischer Politiker (SPÖ) und Werkmeister. Er war von 1959 bis 1978 Abgeordneter zum Nationalrat.

## Leben
Pölz besuchte nach der Pflichtschule eine Gewerbeschule und erlernte den Beruf des Tischlers. Er bildete sich an der Sozialakademie der Arbeiterkammer Österreichs weiter und war beruflich als Werkmeister tätig. 

## Politik
Pölz engagierte sich politisch als Bezirksobmann der SPÖ in Amstetten und war von 1965 bis 1978 Bürgermeister der Stadtgemeinde Amstetten.
Pölz vertrat die SPÖ zwischen dem 9. Juni 1959 und dem 6. Februar 1978 im Nationalrat. Nach dessen frühem Tod folgte Pölz Rudolf Fertl in den Nationalrat nach. 

## Anerkennungen
- Jahr? Johann-Pölz-Halle in Amstetten